# Kölner Friedenskongress
Der Dreißigjährige Krieg ging nach dem Scheitern des Prager Friedens von 1635 weiter, doch wurden seitdem die Friedensbemühungen nicht mehr ganz eingestellt, so dass es 1636/37 zum Kölner Friedenskongress kam.

## Geschichte
Der Kongress wurde von Urban VIII. angeregt, der seit Ausbruch des spanisch-französischen Krieges durch Sondernuntien versucht hatte, einen Ausgleich zwischen den katholischen Großmächten zu finden. Am Kongress in Köln nahmen Vertreter des Kaisers, Frankreichs und Spaniens teil. Leiter des Kongresses war der päpstliche Legat Kardinal Marzio Ginetti. Der Kongress scheiterte letztendlich an der von den Gesandten betriebenen Hinhaltetaktik; der Kongress scheiterte nicht nur, er kam über den Status eines Vorstadiums nicht hinaus.
Alle Beteiligten drückten zunächst ihre Bereitschaft an dem Kongress teilzunehmen aus, zu groß war die Gefahr als Friedensverhinderer zu gelten. Allerdings standen sowohl die Regierung in Wien, als auch die in Paris dem geplanten Kongress sehr kritisch gegenüber. Die Franzosen unter Kardinalpremier Richelieu legten Wert darauf, nicht mit Habsburg allein zu verhandeln. Sie wünschten, dass das mit Frankreich verbündete Schweden mit vertreten sein sollte. Richelieu forderte einen Universalfriedenskongress, dessen Beratungen dann konfessionell getrennt an zwei verschiedenen Orten stattfinden sollten. Richelieu hoffte weiter darauf, die künftige Ordnung des Reiches zum Verhandlungsthema zu machen. So weigerte er sich, Ferdinand III. schon vor dem Kongress als Kaiser anzusprechen, da dessen Wahl nicht den Vorgaben der Reichsverfassung entsprochen habe. Der Kaiser kämpfte gegen die Forderung, die mit Frankreich verbündeten Reichsstände zum Kongress zuzulassen. Lediglich die nicht am Prager Frieden Beteiligten sollten nun noch hinzukommen können. In der Sicht Wiens war das Innere des Reichs durch den Prager Frieden weitestgehend befriedet, während Richelieu ebendies in Frage stellte. Der Kongress wurde 1640 schließlich für gescheitert erklärt und Ginetti nach Rom zurückberufen.